# リンゴハマキクロバ
リンゴハマキクロバ（学名:Illiberis pruni）は、チョウ目マダラガ科クロマダラ亜科に属するガの一種である。

## 分布
日本全国、中国北部、シベリアなどに分布。

## 形態
翅は黒く半透明。全翅長は23 - 30mm。ウメスカシクロバ同様、幼虫に毒棘があるが、成虫には毒棘がない。

## 食草

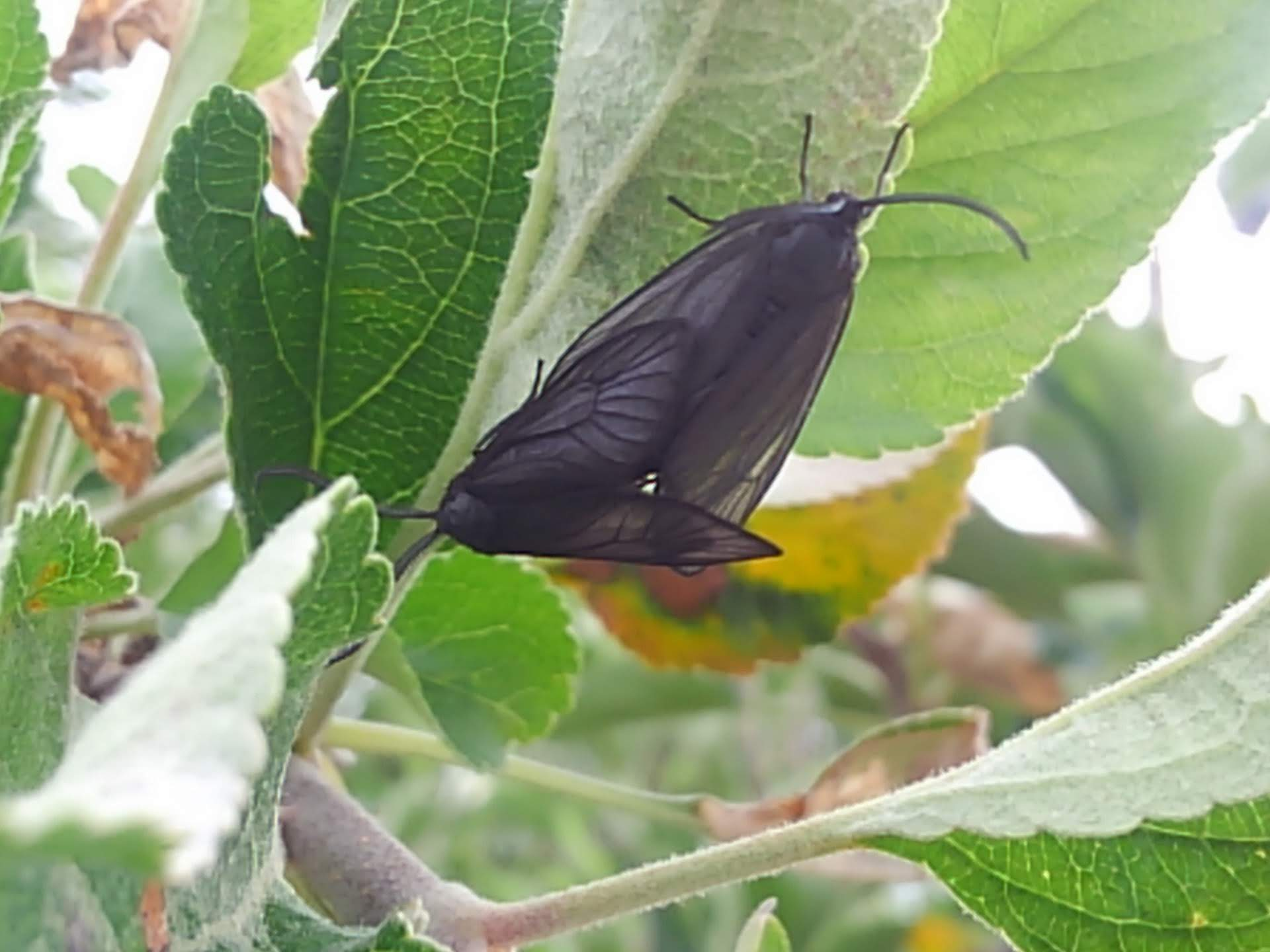
リンゴハマキクロバのペア

リンゴ、ズミなどを食草とする。